# Ghana na Mistrzostwach Świata w Lekkoatletyce 2009
Ghana na Mistrzostwach Świata w Lekkoatletyce 2009 – reprezentacja Ghany podczas czempionatu w Berlinie liczyła 5 zawodników. Nie zdobyła żadnego medalu.

## Występy reprezentantów Ghany

### Mężczyźni
| Bieg na 100 m      | Aziz Zakari                                        | 10,57    | 57. | Nie awansował | Nie awansował | Nie awansował | Nie awansował | Nie awansował  | Nie awansował  |                |                |
| Bieg na 200 m      | Seth Amoo                                          | 21,04    | 35. | Nie awansował | Nie awansował | Nie awansował | Nie awansował | Nie awansował  | Nie awansował  |                |                |
| Sztafeta 4 x 100 m | Nana Kofi Samm Tanko Braimah Seth Amoo Aziz Zakari | 39,61 SB | 13. |               |               |               |               | Nie awansowała | Nie awansowała | Nie awansowała | Nie awansowała |

### Kobiety
| Konkurencja   | Zawodniczka | Eliminacje | Eliminacje | Ćwierćfinał | Ćwierćfinał | Półfinał | Półfinał | Finał          | Finał          |
| Konkurencja   | Zawodniczka | Wynik      | Poz.       | Wynik       | Poz.        | Wynik    | Poz.     | Wynik          | Poz.           |
| ------------- | ----------- | ---------- | ---------- | ----------- | ----------- | -------- | -------- | -------------- | -------------- |
| Bieg na 100 m | Vida Anim   | 11,38      | 11.        | 11,34       | 13.         | 11,43    | 13.      | Nie awansowała | Nie awansowała |
| Bieg na 200 m | Vida Anim   | 23,33      | 21.        |             |             | 23,36    | 20.      | Nie awansowała | Nie awansowała |